# Бьёркезунд
Бьёркезунд (швед. Björkösund, устар. Біэркэ-зунд), также Койвистонсалми (фин. Koivistonsalmi) — пролив в Финском заливе Балтийского моря, расположен между материком с полуостровом Киперорт и Берёзовыми островами (островами Бьёркского архипелага).
От Финского залива между островами Койвисто (Большим Берёзовым) и Тиуринсаари (Западным Берёзовым) по проливу Койвистонсалми в 1940 году была установлена граница между РСФСР и Карело-Финской Советской Социалистической Республикой.